# حمين
حمين بلدة سورية تتوسط الطريق الممتد بين طرطوس والدريكيش. تتبع لها 14 قرية ومزرعة عدد السكان (من ضمنهم المغتربين) 16469 نسمة.
تقع بلدة حمين أو (حمانا) وهو اسم من أصل بيزنطي ومعناه القلعة المحمية نظرا لموقعها الجغرافي المميز بين الجبال العالية المطلة على ساحل البحر المتوسط، وتتوزع شوارع وأحياء البلدة على أربعة تلال جبلية جبال الساحل السوري وتتوزع الأحياء بعدها تدريجيا من الأعلى في قمم الجبال حتى الوديان الخصبة الخضراء، وهي بلدة غنية بالينابيع التي تنضح من الصخور البازلتية والطبيعة التي تنبض بالجمال والسحر.

## السياحة
شهدت البلدة في الفترة الأخيرة تطورا عمرانيا ملحوظا يتمثل بإنشاء العديد من الجمعيات السكنية في مدخل البلدة الغربي والذي يقدم لأهالي البلدة خصوصا والمنطقة عموما السكن ذو الرفاهية العالية والمناظر الخلابة ولإطلالة الرائعة على وديان وجبال البلدة وبأسعار منافسة جدا كما تضم حمين عددا كبيرا من المنتزهات التي تنتشر على الجبال وبين الاشجار وفي الطبيعة المميزة والمناظر الخلابة، ومما يعطي حمين كمركز لتجمع عدد من القرى حيث يتبع لها القرى التالية (من الشرق) بيت الراهب - بيت الشنبور - جورة الجواميس - الشويهدات - ضهر حمين - بيت الكرم -(من الغرب) الجراص - حبابة -الملاجة - بجمرة - قلع الصويري - المصطبة - ضهر مطرو - بيت الجهني، وكلها تتميز بجمال الطبيعة حيث الخضرة والينابيع والجبال.
يوجد في حمين قلعة أثرية (غربي البلدة) اسمها قلعة السلاطين كما يوجد في وديانها صخور عملاقة منقوش عليها كتابات لحضارات قديمة جدا وكهوف ويوجد في هذه الصخور واسمها (الشالوق) معبر ضيق منحوت داخل الصخر يمتد لغاية سلسلة جبال لبنان. بالإضافة لوجود مغارة يعود تاريخها لآلاف السنين اسمها (الشالوق) يقال بأنها بقايا قاعة محكمة تعود للعصر البيزنطي.
تشتهر البلدة بزراعة الزيتون والكرمة والقمح والشعير والتفاح، ولها تاريخ يشهد بغناها بالعلماءالفلكيين وعلماء الدين والسياسة والفكر، تضم العديد من المنشآت الحكومية ففيها مديرية ناحية منذ عام 1974 وفيها مخفر للشرطة ومركز اتصالات ومركز صحي فيه كافة الاختصاصات ومركز بريد ومؤسسة استهلاكية تقدم منتجاتها لكافة القرى التابعة لها ومركز للزراعة والإصلاح الزراعي وجمعية خيرية ومجلس بلدة ومركزا ثقافيا يحتوي على مكتبة ضخمة تضم العديد من الكتب الأدبية والتاريخية المنوعة.